# Manon Loizeau
Pour les articles homonymes, voir Loizeau.
Manon Loizeau, née à Londres en 1969, est une journaliste d'investigation et réalisatrice de documentaire franco-britannique, qui travaille notamment sur les crimes de guerre. Elle est lauréate du prix Albert-Londres 2006.

## Biographie

### Jeunesse et études
Née d'un père français et d'une mère anglaise peintre, elle est la petite-fille de la comédienne anglaise Peggy Ashcroft, et la sœur de la chanteuse Emily Loizeau.
Encouragée par sa grand-mère Peggy mariée à un russe, elle étudie le russe dont elle passe le DEUG. Elle obtient également une maîtrise de littérature anglaise, une maîtrise de sciences politiques et un DEA à l'Institut d'études politiques de Paris en 1994. 

### Parcours professionnel
D'abord pigiste pour Le Monde et la BBC notamment, elle travaille, à partir de 1996, pour l'Agence CAPA, et réalise des reportages qui la font connaître auprès du grand public. En 2006, elle reçoit le prix Albert-Londres pour son film La Malédiction de naître fille (avec Alexis Marant), ce qui consacre sa notoriété.
Manon Loizeau s'est engagée pour la couverture de la situation en Tchétchénie après la seconde guerre de Tchétchénie. Elle s'y rend clandestinement au début des années 2000 et y réalise ainsi plusieurs documentaires critiques de l'occupation russe (Grozny, chronique d'une disparition et Naître à Grozny). Elle réalise également un reportage en Géorgie à l'été 2008 (Carnets de route en Géorgie), peu après la guerre russo-géorgienne d'août 2008. Elle entre également clandestinement en Syrie, lors des événements de 2011 pour couvrir la révolte à l'encontre du régime de Bachar el-Assad.
Syrie : le cri étouffé, documentaire de Manon Loizeau, écrit en coopération avec Annick Cojean et réalisé avec l'aide de Souad Weidi, est présenté au Prix Bayeux-Calvados des correspondants de guerre le 8 octobre, où il est salué par la critique. Le documentaire donne la parole à des femmes syriennes qui ont été victimes de viols, le plus souvent également témoins d'autres viols, parfois de meurtres, lors d'exactions, mais également dans les prisons du régime syrien. Certaines femmes parlent de dos, d'autres à visage découvert, pour la première fois, et la diffusion à la télévision française en décembre est une révélation pour de nombreux téléspectateurs, sur cet aspect tabou de la guerre en Syrie, où le viol est utilisé comme une arme. Le documentaire est salué par la critique, tant pour les témoignages inédits qu'il apporte : « Les femmes qui témoignent dans ce film sont d’un courage et d’une dignité exceptionnels », « Des témoignages puissants, dignes et courageux qui dénoncent l'utilisation du viol comme arme de guerre ». que pour sa réalisation, pleine de pudeur et de poésie. Maryam, l'une des femmes qui témoigne à visage découvert a ouvert en septembre 2017 une école où elle accueille en Turquie trente petites filles syriennes qui ont fui des mariages forcés.
Ukraine, sur les traces des bourreaux, réalisé avec la journaliste Ksenia Bolchakova, traite des crimes de guerre systématiques commis lors de l'invasion de l'Ukraine par la Russie, à partir du 24 février 2022, alors que le conflit est toujours en cours. Preuves et témoignages montrent « la préparation, la préméditation et l’implication de l’état russe » dans l'organisation de la terreur à l'encontre des civils, via la torture, les arrestations, la déportation d'enfants et d'adultes, les disparitions, les viols et les meurtres ; ainsi que le travail des ONG internationales et des civils œuvrant à la collecte de preuves pour la justice. Le documentaire, qui établit la chaîne de commandement d'un « appareil d'État mis au service d'une guerre criminelle, avec la volonté d'anéantir la nation et l'identité ukrainiennes par la terreur et la propagande », inclut également des témoignages recueillis en Russie, auprès d'un général opposé à l'invasion, auprès d'un déserteur et d'un milicien de Wagner,.

## Reportages et documentaires
- Les Enfants de Tchernobyl (1996)
- Grandir sous camisole (1997)
- Grozny, chronique d'une disparition (2003)
- Naître à Grozny (2004), reportage dans une maternité de Grozny
- Retour à Beslan (2004), à propos de la prise d'otages de Beslan
- Grandir sans camisole (2005)
- États-Unis à la conquête de l'est (2005)
- La Malédiction de naître fille (2006)
- Carnets de route en Géorgie (2008)
- Meurtres en série au pays de Poutine (2009)
- Chronique d'un Iran interdit (2010)
- L'immigration, aux frontières du droit (2011)
- Tchétchénie, une guerre sans traces (2014)
- Yémen le cri des femmes (2015)[11]
- Syrie, le cri étouffé (2017)[7]
- Biélorussie, la dernière dictature d'Europe[12] (2020)
- La Vie devant elle (2023)
- Ukraine, sur les traces des bourreaux (2023)[9],[10]

## Prix et récompenses
- Festival du scoop et du journalisme d'Angers 2009 : lauréate prix du Public/Planète pour le reportage Au cœur de la révolte iranienne
- Festival du scoop et du journalisme d'Angers 2008 : lauréate prix de l'Actualité/Château-Gontier pour le reportage Dans les braises du Caucase
- Prix Albert-Londres 2006 de l'audiovisuel avec Alexis Marant pour La Malédiction de naître fille (Capa pour Arte, TSR et SRC)
- Festival du scoop et du journalisme d'Angers 2004 : lauréate prix spécial du kury/Conseil général 49 pour le reportage La Maternité à Grozny